# Байханов, Исмаил Баутдинович
Исмаил Баутдинович Байханов (14 декабря 1967 года, Беной-Ведено, Ножай-Юртовский район, Чечено-Ингушская АССР, РСФСР, СССР) — чеченский политик, министр образования и науки Чечни (2013—2021), ректор Чеченского педагогического университета.

## Биография
Выпускник Чечено-Ингушского государственного университета по специальности «Русский язык и литература, чеченский язык и литература» 1991 года.
В 1984—1989 годах был воспитателем Беной-Веденского пришкольного интерната. В 1989—2000 годах — учитель истории и обществоведения в средней школе родного села. В 2000—2004 годах — ведущий (до 2001 года) и главный (после 2001 года) специалист республиканского Комитета по делам религий.
Выпускник Махачкалинского института финансов и права 2004 года. В 2004 году проходил переподготовку в Северо-Кавказской академии государственной службы. В том же году стал помощником заместителя председателя Правительства Чеченской Республики. В 2004—2012 годах — председатель Избирательной комиссии Чечни. С 2013 года работает министром образования и науки ЧР.
Кандидат политических наук. Член партии «Единая Россия».
В марте 2021 году стал ректором Чеченского педагогического университета.

## Санкции
6 марта 2022 года после вторжения России на Украину подписал письмо в поддержу российской агрессии. С 9 июня 2022 года находится под персональными санкциями Украины за поддержку войны. Также был внесён ФБК в список коррупционеров и разжигателей войны за поддержку нападения на Украину, 16 марта 2022 года форумом свободной России внесён в санкционный «Список Путина» с предложением введения против него международных санкций.

## Награды
- Орден Кадырова;
- орден «За развитие парламентаризма в Чеченской Республике»;[источник не указан 1032 дня]
- медаль «За укрепление боевого содружества»;[источник не указан 1032 дня]
- медаль «За заслуги перед Отечеством» I степени;[источник не указан 1032 дня]
- медаль «За заслуги перед Чеченской Республики»;
- почётный знак «За трудовое отличие»
- Медаль «100 лет образования Чеченской Республики» (1 сентября 2022) — за значительный вклад в развитие Чеченской Республики, безупречную работу, высокий профессионализм, проявленный при исполнении должностных обязанностей, и в связи с 100-летием Чеченской Республики
- Заслуженный учитель Чеченской Республики (23 апреля 2018) — за значительный вклад в развитие образования и науки Чеченской Республики, многолетнюю педагогическую деятельность